# Associazione Calcio Savona 1937-1938
Questa voce raccoglie le informazioni riguardanti l'Associazione Calcio Savona nelle competizioni ufficiali della stagione 1937-1938.

## Rosa
| N. |                   | Ruolo | Calciatore              |
| -- | ----------------- | ----- | ----------------------- |
|    | Italia (bandiera) | C     | Armando Argenti         |
|    | Italia (bandiera) | C     | Giovan Battista Astengo |
|    | Italia (bandiera) | D     | Alberto Bianchi         |
|    | Italia (bandiera) | C     | Giorgio Borgo           |
|    | Italia (bandiera) | A     | Giuseppe Calcagno       |
|    | Italia (bandiera) | D     | Angelo Canepa           |
|    | Italia (bandiera) | C     | Michele Caviglia        |
|    | Italia (bandiera) | A     | Giuseppe Caviglione     |
|    | Italia (bandiera) | A     | Giovanni Cerruti        |

| N. |                   | Ruolo | Calciatore               |
| -- | ----------------- | ----- | ------------------------ |
|    | Italia (bandiera) | A     | Virgilio Felice Levratto |
|    | Italia (bandiera) | D     | Davide Masazza           |
|    | Italia (bandiera) | D     | Lino Morchio             |
|    | Italia (bandiera) | P     | Bernardo Moretti         |
|    | Italia (bandiera) | C     | Orlando Ricci            |
|    | Italia (bandiera) | C     | Vittorio Ricchebuono     |
|    | Italia (bandiera) | D     | Angelo Testa             |
|    | Italia (bandiera) | C     | Giovanni Vanara          |
|    | Italia (bandiera) |       | Angelo Vernè             |